# SN 2002ia
SN 2002ia – supernowa typu Ia odkryta 30 października 2002 roku w galaktyce A014538+2408. W momencie odkrycia miała maksymalną jasność 19,20m.